# Declaração das Nações Unidas

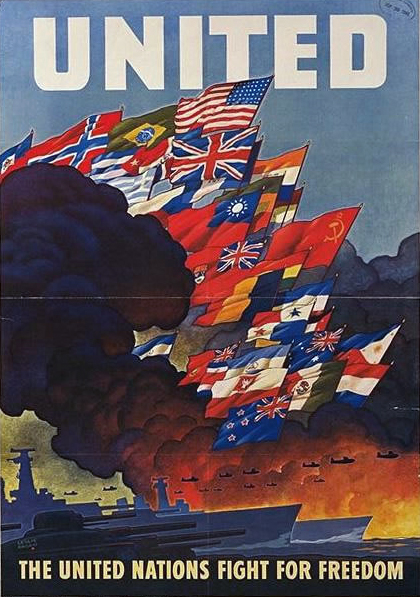
Cartaz das Nações Unidas da época da guerra, criado em 1943 pelo Escritório de Informação de Guerra dos Estados Unidos.

A Declaração das Nações Unidas foi um documento assinado em 1 de janeiro de 1942 durante a Conferência Arcadia por 26 governos: os "Quatro Grandes" Aliados (os Estados Unidos, o Reino Unido, a URSS e a China), nove aliados dos norte-americanos na América Central e no Caribe, os quatro domínios britânicos, a Índia Britânica e oito governos Aliados exilados, totalizando 26 nações.
Em dezembro de 1941, Franklin Delano Roosevelt criou o nome "Nações Unidas" para os Aliados da Segunda Guerra Mundial e a Declaração das Nações Unidas, em 1 de janeiro de 1942, foi a base da atual Organização das Nações Unidas (ONU). O termo "Nações Unidas" tornou-se sinônimo dos Aliados durante a guerra e foi considerado o nome formal sob o qual estavam lutando. O texto da declaração afirmava a perspectiva dos signatários de "que completa vitória sobre seus inimigos é essencial para defender a vida, a liberdade, a independência e a liberdade religiosa, e para preservar os direitos humanos e a justiça em suas próprias terras, bem como em outras terras, e que eles já estão envolvidos em uma luta comum contra as forças selvagens e brutais que procuram subjugar o mundo." O princípio da "vitória completa" estabeleceu um precedente cedo para a política aliada de obtenção da "rendição incondicional" das Potências do Eixo. A derrota do "hitlerismo" constituiu o principal objetivo e representou uma perspectiva comum dos Aliados de que os regimes totalitários militaristas que governavam Alemanha, Itália e Japão eram indistinguíveis. A declaração, além disso, "manteve os princípios wilsonianos de autodeterminação", que ligam os objetivos de guerra dos Estados Unidos em ambas as guerras mundiais.
Até o final da guerra, uma série de outros países tinham aderido à declaração, incluindo as Filipinas, a França, todos os Estados da América Latina (exceto a Argentina) e os vários países independentes do Oriente Médio e da África. Embora a maioria dos membros menores das Potências do Eixo tem mudado de lado e se juntado à Organização das Nações Unidas como cobeligerantes contra a Alemanha no final da guerra, eles não foram autorizados a aderir à declaração.
As partes comprometeram-se a defender a Carta do Atlântico, a empregar todos os seus recursos na guerra contra as Potências do Eixo e que nenhuma das nações signatárias tentaria negociar uma paz em separado com a Alemanha nazista ou com o Império do Japão, da mesma maneira que as nações da Tríplice Entente tinham concordado em não negociar uma paz em separado com qualquer uma ou com todas as Potências Centrais na Primeira Guerra Mundial sob o Pacto de Unidade.

## Antecedentes
Os Aliados da Segunda Guerra Mundial expressaram pela primeira vez seus princípios e visão para o mundo pós-Segunda Guerra Mundial na Declaração do Palácio de St. James acordada na Primeira Conferência Inter-Aliada em junho de 1941. O Acordo Anglo-Soviético foi assinado em julho de 1941, formando uma aliança militar entre o Reino Unido e a União Soviética Os dois princípios principais desses acordos, um compromisso com a guerra e a renúncia a uma paz separada, formaram a base para a posterior Declaração das Nações Unidas. 
A Carta do Atlântico foi acordada um mês depois entre a Grã-Bretanha e os Estados Unidos, à qual os outros Aliados, agora incluindo a União Soviética, concordaram em aderir na Segunda Conferência Inter-Aliada, em setembro.

## Rascunho

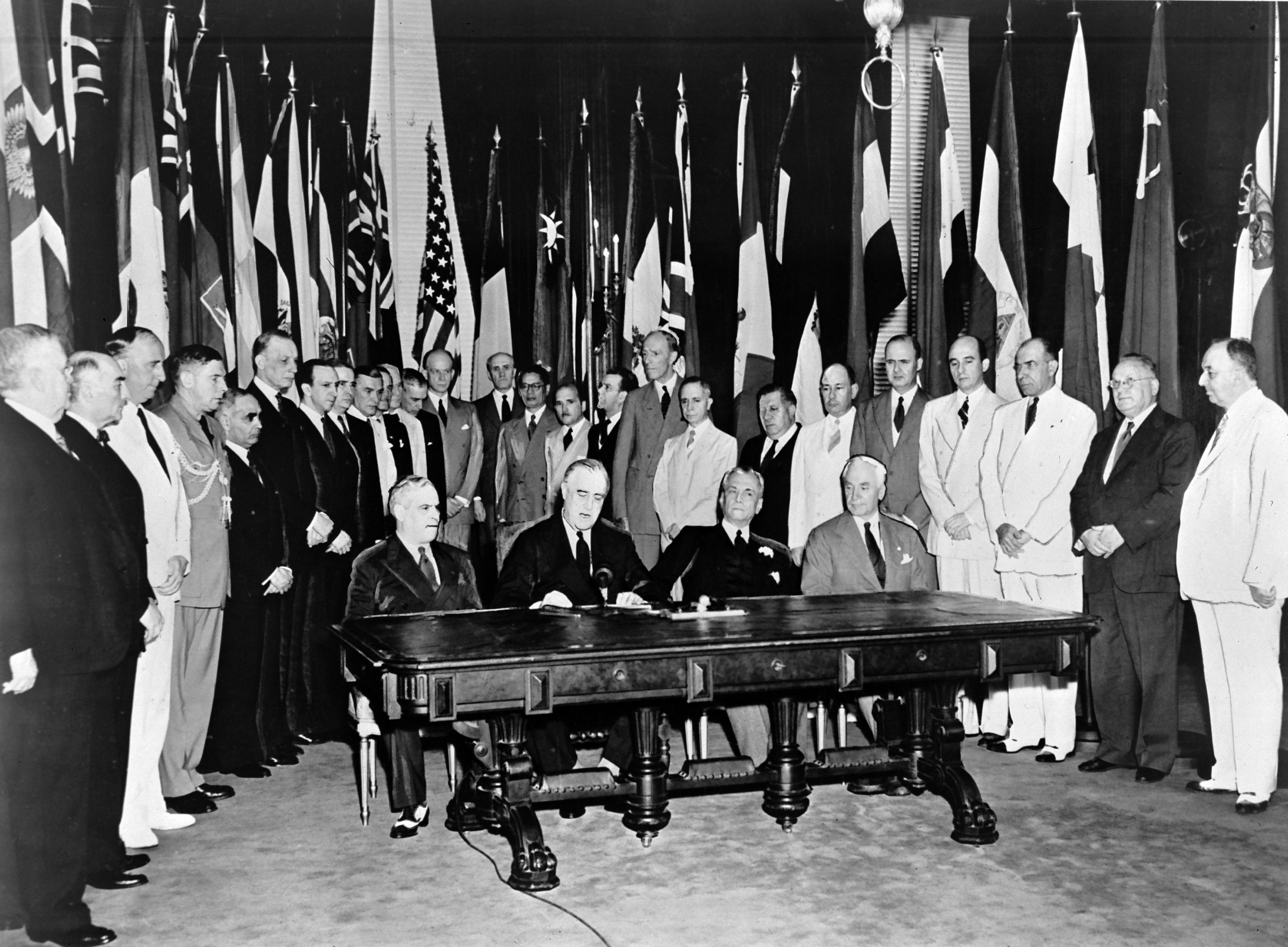
Representantes de 26 nações aliadas que lutam contra as Potências do Eixo se reuniram em Washington, D.C., para prometer seu apoio à Carta do Atlântico, assinando a Declaração das Nações Unidas em 1º de janeiro de 1942. O documento continha o primeiro uso oficial do termo "Nações Unidas", que foi sugerido pelo presidente dos EUA Franklin Delano Roosevelt (sentado, segundo a partir da esquerda).

A Declaração das Nações Unidas foi redigida durante a Conferência da Arcádia na Casa Branca em 29 de dezembro de 1941, pelo presidente americano Franklin D. Roosevelt, pelo primeiro-ministro britânico Winston Churchill e pelo assessor de Roosevelt, Harry Hopkins. Incorporou sugestões soviéticas, mas não deixou nenhum papel para a França.
Roosevelt cunhou o termo "Nações Unidas" para descrever os países Aliados e sugeriu-o como uma alternativa ao nome "Potências Associadas" (os EUA nunca foram formalmente um membro dos Aliados da Primeira Guerra Mundial, mas entraram na guerra em 1917 como um autointitulado "Poder Associado"). Churchill aceitou e observou que a frase foi usada por Lord Byron no poema Childe Harold's Pilgrimage (Estrofe 35).
As partes se comprometeram a defender a Carta do Atlântico, a empregar todos os seus recursos na guerra contra as potências do Eixo, e que nenhuma das nações signatárias procuraria negociar uma paz separada com qualquer parte do Pacto Tripartite da mesma forma que as nações da Tríplice Entente haviam concordado em não negociar uma paz separada com qualquer ou todas as Potências Centrais na Primeira Guerra Mundial.
Uma grande mudança em relação à Carta do Atlântico foi a adição de uma disposição para a liberdade religiosa, que Stalin aprovou depois que Roosevelt insistiu.
O texto da declaração afirmava a perspectiva dos signatários "de que a vitória completa sobre seus inimigos é essencial para defender a vida, a liberdade, a independência e a liberdade religiosa, e para preservar os direitos humanos e a justiça em suas próprias terras, bem como em outras terras, e que agora estão engajados em uma luta comum contra forças selvagens e brutais que buscam subjugar o mundo". O princípio da "vitória completa" estabeleceu um precedente inicial para a política aliada de obter a "rendição incondicional" das potências do Eixo. A derrota do "hitlerismo" constituiu o objetivo geral e representou uma perspectiva comum dos Aliados de que os regimes militaristas totalitários que governavam a Alemanha, a Itália e o Japão eram indistinguíveis.
A declaração, além disso, era consistente com os princípios Wilsonianos de autodeterminação, ligando assim os objetivos de guerra dos EUA nas duas guerras mundiais.

## Texto
DECLARAÇÃO CONJUNTA DOS ESTADOS UNIDOS DA AMÉRICA, DO REINO UNIDO DA GRÃ-BRETANHA E DA IRLANDA DO NORTE, DA UNIÃO DAS REPÚBLICAS SOCIALISTAS SOVIÉTICAS, DA CHINA, DA AUSTRÁLIA, DA BÉLGICA, DO CANADÁ, DA COSTA RICA, DE CUBA, DA CHECOSLOVÁQUIA, DA REPÚBLICA DOMINICANA, DE EL SALVADOR, DA GRÉCIA, DA GUATEMALA, DO HAITI, DAS HONDURAS, DA ÍNDIA, DO LUXEMBURGO, DOS PAÍSES BAIXOS, DA NOVA ZELÂNDIA, DA NICARÁGUA, DA NORUEGA, DO PANAMÁ, DA POLÓNIA, DA ÁFRICA DO SUL E DA JUGOSLÁVIA
Os Governos signatários do presente acordo,
Tendo subscrito um programa comum de propósitos e princípios consubstanciados na Declaração Conjunta do Presidente dos Estados Unidos da América e do Primeiro-Ministro da Grã-Bretanha, datada de 14 de agosto de 1941, conhecida como Carta do Atlântico,
Convencidos de que a vitória completa sobre seus inimigos é essencial para defender a vida, a liberdade, a independência e a liberdade religiosa, e para preservar os direitos humanos e a justiça em suas próprias terras, bem como em outras terras, e que agora estão engajados em uma luta comum contra forças selvagens e brutais que buscam subjugar o mundo,
Declarar:
(1) Cada Governo compromete-se a empregar todos os seus recursos, militares ou económicos, contra os membros do Pacto Tripartido e os seus adeptos com os quais esse governo esteja em guerra.
(2) Cada Governo compromete-se a cooperar com os Governos signatários do presente Acordo e a não fazer um armistício separado ou a paz com os inimigos.

A declaração acima pode ser aderida por outras nações que estão, ou que podem estar, prestando assistência material e contribuições na luta pela vitória sobre o hitlerismo. 

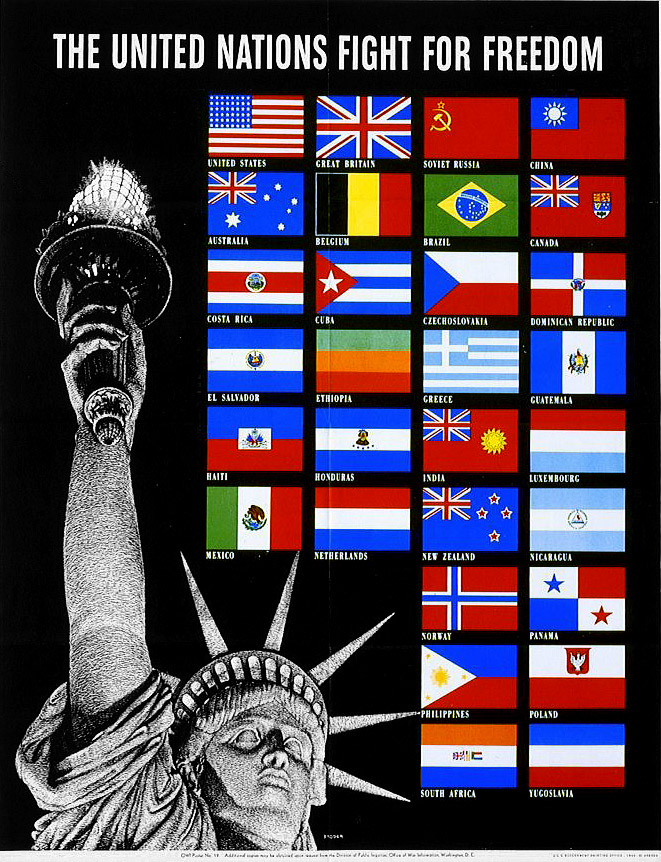
Cartaz de guerra para as Nações Unidas, criado pelo Escritório de Informações de Guerra dos EUA.

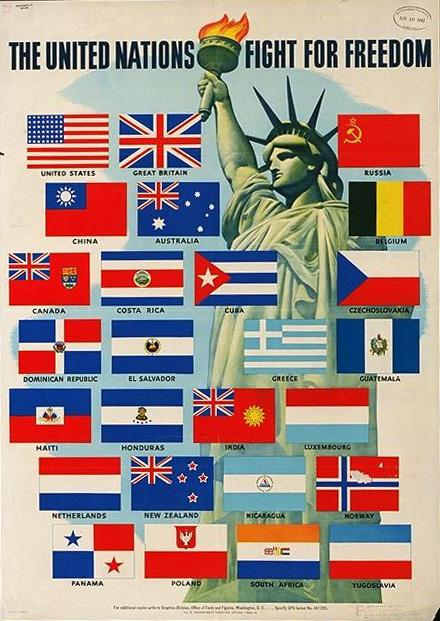
Cartaz de guerra para os Aliados da Segunda Guerra Mundial, criado em 1942 pelo Escritório de Informações de Guerra dos EUA, mostrando os 26 membros da aliança.

## Signatários
| Signatários originais                          | Signatários originais                                                                                        |
| ---------------------------------------------- | --- |
| Quatro grandes                                 | - Estados Unidos - Reino Unido - União Soviética - China                                                     |
| Domínios da Comunidade Britânica               | - Austrália - Canadá - Nova Zelândia - África do Sul                                                         |
| Países independentes das Américas              | - Costa Rica - Cuba - República Dominicana - El Salvador - Guatemala - Haiti - Honduras - Nicarágua - Panamá |
| Governos europeus no exílio                    | - Bélgica - Checoslováquia - Grécia - Luxemburgo - Países Baixos - Noruega - Polônia - Jugoslávia            |
| Súditos não independentes do Império Britânico | Índia |
| Signatários posteriores                        | |
| 1942                                           | - Etiópia - México - Filipinas (não-independente da Comunidade dos EUA em 1934-1946)                         |
| 1943                                           | - Bolívia - Brasil - Colômbia - Irã - Iraque                                                                 |
| 1944                                           | - França - Libéria                                                                                           |
| 1945                                           | |